# 班傑利公司

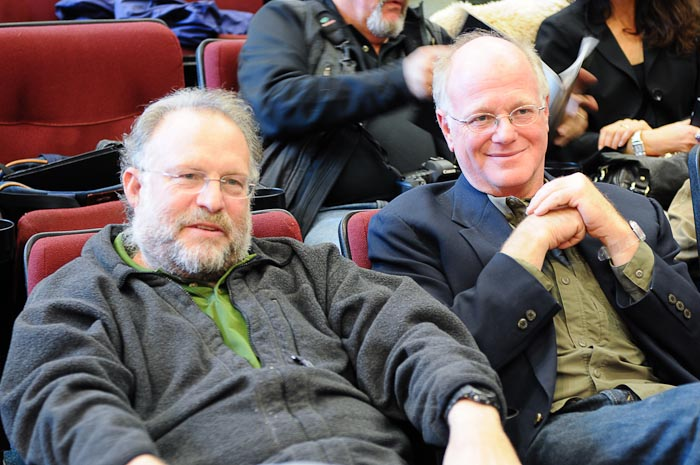
2010年公司两位创始人傑利·格林菲爾德 (左) 和班·科恩 (右)

班傑利自製控股公司（英語：Ben ＆ Jerry's Homemade Holdings Inc，簡稱Ben＆Jerry's），是一家生產冰淇淋和果汁冰糕的公司。成立於1978年，現為聯合利華在全球運營的子公司。其總部位於佛蒙特州南伯靈頓，其主要工廠位於佛蒙特州沃特伯里。

## 全球业务
班杰利公司公司在全球的业务范围。
- 澳大利亚
- 奥地利
- 比利时
- 巴西
- 加拿大
- 捷克
- 丹麦
- 爱沙尼亚
- 芬兰
- 法国
- 德国
- 希腊
- 爱尔兰
- 以色列
- 墨西哥
- 荷兰
- 新西兰
- 挪威
- 葡萄牙
- 波多黎各
- 罗马尼亚[3]
- 新加坡
- 西班牙
- 瑞典
- 瑞士
- 英国
- 美国
- 塞尔维亚

### 曾经业务
- 泰国
- 土耳其
- 香港[4]
- 俄罗斯[5]
- 摩洛哥
- 日本
- 馬來西亞
- 義大利

## 画廊

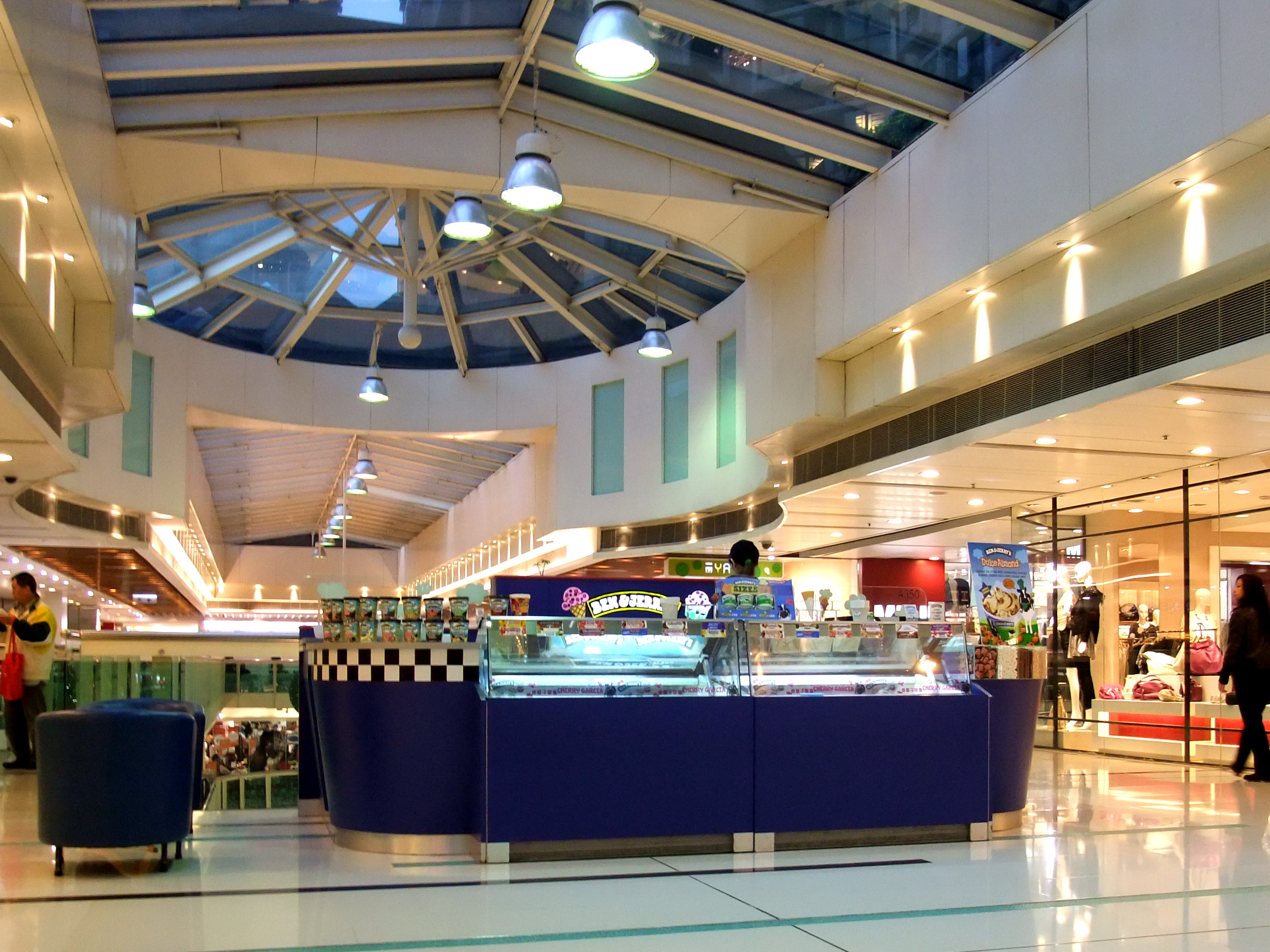
位於香港沙田新城市廣場內的班傑利公司雪糕專門店
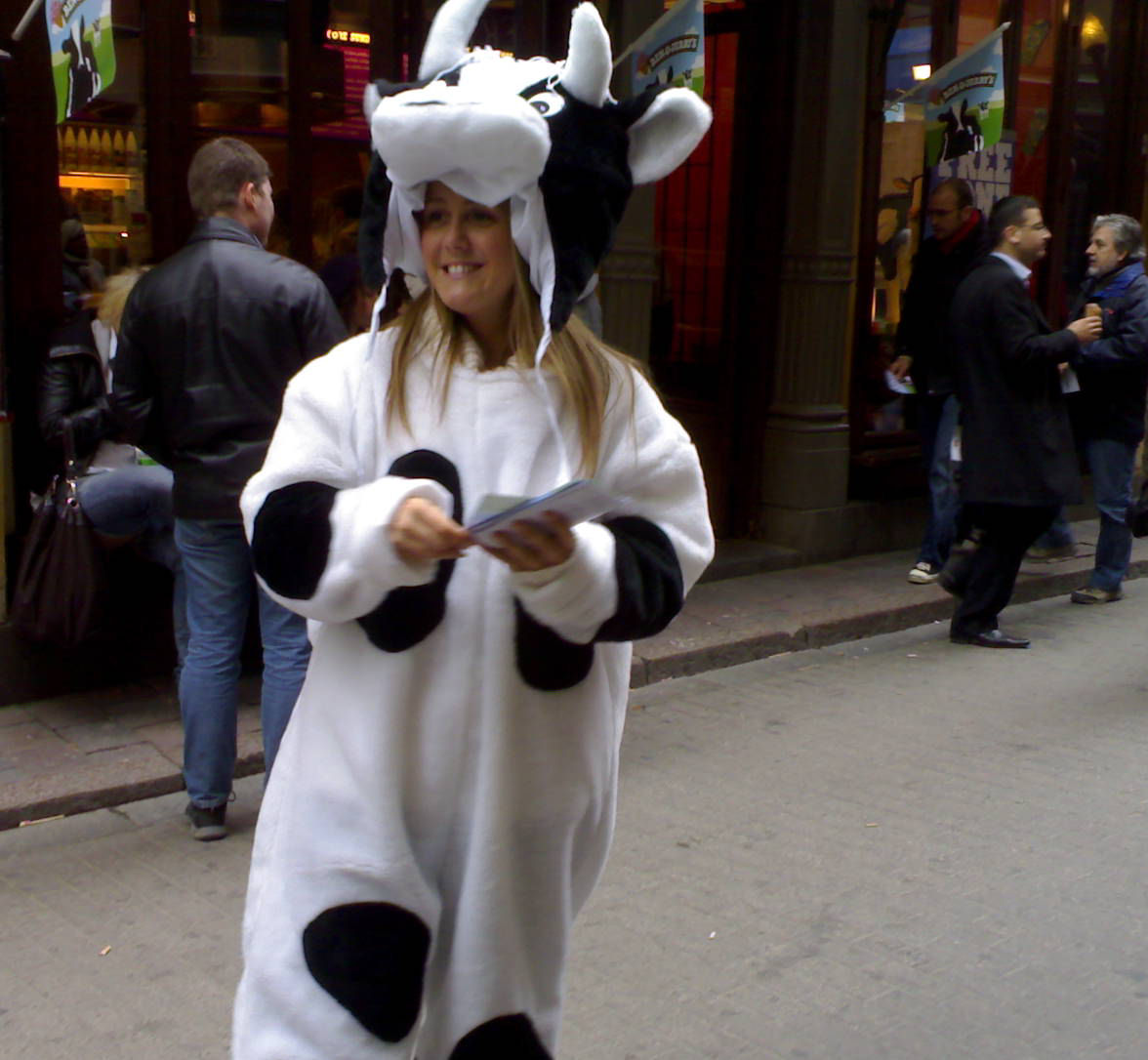
瑞典斯德哥尔摩，零售店外装扮成奶牛的推销员
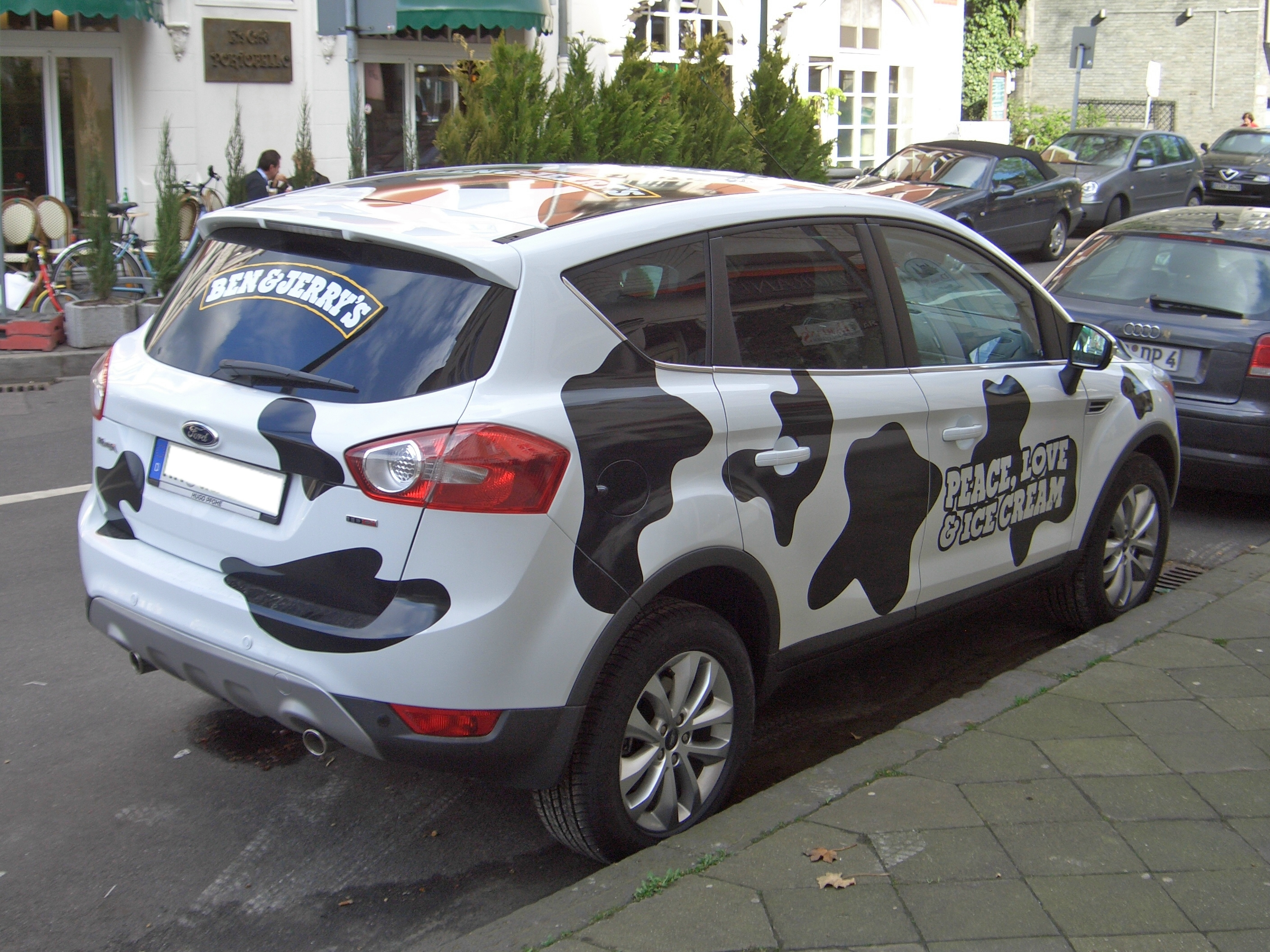
福特Kuga